# Espagne aux Jeux olympiques d'été de 2020
L'Espagne participe aux Jeux olympiques de 2020 à Tokyo au Japon. Il s'agit de sa 24e participation à des Jeux olympiques d'été.

## Médaillés
| Sport    | Discipline     | Athlète(s)                      | Performance                          | Date       |
| -------- | -------------- | ------------------------------- | ------------------------------------ | ---------- |
| Tir      | Trap mixte     | Fátima Gálvez Alberto Fernández | 41 points                            | 31 juillet |
| Escalade | Combiné hommes | Alberto Ginés López             | 28 points                            | 5 août     |
| Karaté   | Kata femmes    | Sandra Sánchez                  | Kiyou Shimizu Victoire 28,06 - 27,88 | 5 août     |

| Sport                  | Discipline            | Athlète(s) | Performance                          | Date       |
| ---------------------- | --------------------- | --- | ------------------------------------ | ---------- |
| Taekwondo              | Moins de 49 kg femmes | Adriana Cerezo | Panipak Wongpattanakit Défaite 10-11 | 24 juillet |
| Canoë-kayak            | K1 femmes (slalom)    | Maialen Chourraut | 106 s 63                             | 27 juillet |
| Canoë-kayak            | K1 200 m femmes       | Teresa Portela | 38 s 883                             | 3 août     |
| Canoë-kayak            | K-4 500 m hommes      | Saúl Craviotto Marcus Walz Carlos Arévalo Rodrigo Germade | 1 min 22 s 445                       | 7 août     |
| Gymnastique artistique | Sol hommes            | Rayderley Zapata | 14,933 points                        | 1er août   |
| Karaté                 | Kata hommes           | Damián Quintero | Ryo Kiyuna Défaite 27,66 - 28,72     | 6 août     |
| Water-polo             | Tournoi féminin       | Marta Bach Anni Espar Clara Espar Laura Ester Judith Forca María García Godoy Paula Leitón Irene González Bea Ortiz María del Pilar Peña Elena Ruiz Elena Sánchez Roser Tarragó | États-Unis Défaite 5-14              | 7 août     |
| Football               | Tournoi masculin      | Marco Asensio Dani Ceballos Marc Cucurella Álvaro Fernández Eric García Bryan Gil Óscar Gil Mikel Merino Óscar Mingueza Rafa Mir Juan Miranda Jon Moncayola Dani Olmo Mikel Oyarzabal Pedri Javi Puado Unai Simón Carlos Soler Pau Torres Jesús Vallejo Iván Villar Martín Zubimendi | Brésil Défaite 1-2 (a. p.)           | 7 août     |

| Sport      | Discipline             | Athlète(s) | Performance                            | Date       |
| ---------- | ---------------------- | --- | -------------------------------------- | ---------- |
| VTT        | Cross-country masculin | David Valero | 1 h 25 min 48 s                        | 26 juillet |
| Tennis     | Simple messieurs       | Pablo Carreño Busta | Novak Djokovic Victoire 6-4, 66-7, 6-3 | 31 juillet |
| Athlétisme | Triple saut féminin    | Ana Peleteiro | 14,87 m (NR)                           | 1er août   |
| Voile      | Finn hommes            | Joan Cardona Méndez | 51 points                              | 3 août     |
| Voile      | 470 hommes             | Nicolás Rodríguez Jordi Xammar | 55 points                              | 4 août     |
| Handball   | Tournoi masculin       | Julen Aguinagalde Rodrigo Corrales Alex Dujshebaev Raúl Entrerríos Ángel Fernández Adrià Figueras Antonio García Robledo Aleix Gómez Gedeón Guardiola Eduardo Gurbindo Jorge Maqueda Viran Morros Gonzalo Pérez de Vargas Miguel Sánchez-Migallón Daniel Sarmiento Ferrán Solé | Égypte Victoire 33-31                  | 7 août     |

| Sport       |   |   |   | Total |
| ----------- | - | - | - | ----- |
| Athlétisme  | 0 | 0 | 1 | 1     |
| Canoë-kayak | 0 | 3 | 0 | 3     |
| Cyclisme    | 0 | 0 | 1 | 1     |
| Escalade    | 1 | 0 | 0 | 1     |
| Football    | 0 | 1 | 0 | 1     |
| Gymnastique | 0 | 1 | 0 | 1     |
| Handball    | 0 | 0 | 1 | 1     |
| Karaté      | 1 | 1 | 0 | 2     |
| Taekwondo   | 0 | 1 | 0 | 1     |
| Tennis      | 0 | 0 | 1 | 1     |
| Tir         | 1 | 0 | 0 | 1     |
| Voile       | 0 | 0 | 2 | 2     |
| Water-polo  | 0 | 1 | 0 | 1     |
| Total       | 3 | 8 | 6 | 17    |

| Jour       |   |   |   | Total |
| ---------- | - | - | - | ----- |
| 24 juillet | 0 | 1 | 0 | 1     |
| 26 juillet | 0 | 0 | 1 | 1     |
| 27 juillet | 0 | 1 | 0 | 1     |
| 31 juillet | 1 | 0 | 1 | 2     |
| 1er août   | 0 | 1 | 1 | 2     |
| 3 août     | 0 | 1 | 1 | 2     |
| 4 août     | 0 | 0 | 1 | 1     |
| 5 août     | 2 | 0 | 0 | 2     |
| 6 août     | 0 | 1 | 0 | 1     |
| 7 août     | 0 | 3 | 1 | 4     |
| Total      | 3 | 8 | 6 | 17    |

| Sexe   |   |   |   | Total |
| ------ | - | - | - | ----- |
| Femmes | 1 | 4 | 1 | 6     |
| Hommes | 1 | 4 | 5 | 10    |
| Mixte  | 1 | 0 | 0 | 1     |
| Total  | 3 | 8 | 6 | 17    |

## Athlètes engagés
| Sport                 | Hommes | Femmes | Total |
| --------------------- | ------ | ------ | ----- |
| Athlétisme            | 32     | 22     | 54    |
| Aviron                | 4      | 2      | 6     |
| Badminton             | 1      | 1      | 2     |
| Basket-ball           | 12     | 12     | 24    |
| Beach-volley          | 2      | 2      | 4     |
| Boxe                  | 4      | 0      | 4     |
| Canoë-kayak           | 10     | 5      | 15    |
| Cyclisme              | 9      | 3      | 12    |
| Équitation            | 4      | 1      | 5     |
| Escalade              | 1      | 0      | 1     |
| Escrime               | 1      | 0      | 1     |
| Football              | 18     | 0      | 18    |
| Golf                  | 2      | 2      | 4     |
| Gymnastique           | 5      | 4      | 9     |
| Haltérophilie         | 3      | 1      | 4     |
| Handball              | 14     | 14     | 28    |
| Hockey sur gazon      | 16     | 16     | 32    |
| Judo                  | 3      | 4      | 7     |
| Karaté                | 1      | 1      | 2     |
| Natation              | 4      | 7      | 11    |
| Natation synchronisée | -      | 8      | 8     |
| Pentathlon moderne    | 1      | 0      | 1     |
| Plongeon              | 2      | 0      | 2     |
| Skateboard            | 2      | 2      | 4     |
| Taekwondo             | 3      | 1      | 4     |
| Tennis                | 4      | 4      | 8     |
| Tennis de table       | 1      | 2      | 3     |
| Tir                   | 1      | 1      | 2     |
| Tir à l'arc           | 1      | 1      | 2     |
| Triathlon             | 3      | 2      | 5     |
| Voile                 | 8      | 7      | 15    |
| Water-polo            | 12     | 12     | 24    |
| Total                 | 184    | 137    | 321   |

## Résultats

### Athlétisme
| Athlète                                            | Épreuve                  | 1er tour         | 1er tour    | Demi-finale   | Demi-finale | Finale          | Finale   |
| Athlète                                            | Épreuve                  | Temps            | Rang        | Temps         | Rang        | Temps           | Rang     |
| -------------------------------------------------- | ------------------------ | ---------------- | ----------- | ------------- | ----------- | --------------- | -------- |
| Óscar Husillos                                     | 400 m masculin           | 48 s 5           | 7e          | Éliminé       | Éliminé     | Éliminé         | Éliminé  |
| Adrián Ben                                         | 800 m masculin           | 1 min 45 s 30    | 3e          | 1 min 44 s 30 | 4e          | 1 min 45 s 96   | 5e       |
| Saúl Ordóñez                                       | 800 m masculin           | 1 min 45 s 98    | 5e          | Éliminé       | Éliminé     | Éliminé         | Éliminé  |
| Pablo Sánchez-Valladares                           | 800 m masculin           | 1 min 46 s 6     | 4e          | Éliminé       | Éliminé     | Éliminé         | Éliminé  |
| Ignacio Fontes                                     | 1 500 m masculin         | 3 min 36 s 95    | 8e          | 3 min 34 s 49 | 5e          | 3 min 38 s 56   | 13e      |
| Jesús Gómez                                        | 1 500 m masculin         | 3 min 47 s 27    | 12e         | 3 min 44 s 46 | 12e         | Éliminé         | Éliminé  |
| Adel Mechaal                                       | 1 500 m masculin         | 3 min 36 s 74    | 6e          | 3 min 32 s 19 | 4e          | 3 min 30 s 77   | 5e       |
| Mohamed Katir                                      | 5 000 m masculin         | 13 min 30 s 10   | 1er         | Non disputé   | Non disputé | 13 min 6 s 60   | 8e       |
| Carlos Mayo                                        | 10 000 m masculin        | Non disputé      | Non disputé | Non disputé   | Non disputé | 28 min 4 s 71   | 13e      |
| Asier Martínez                                     | 110 m haies              | 13 s 32          | 1er         | 13 s 27       | 3e          | 13 s 22         | 6e       |
| Sérgio Fernández                                   | 400 m haies masculin     | 51 s 51          | 7e          | Éliminé       | Éliminé     | Éliminé         | Éliminé  |
| Daniel Arce                                        | 3 000 m steeple masculin | 8 min 38 s 9     | 13e         | Non disputé   | Non disputé | Éliminé         | Éliminé  |
| Fernando Carro                                     | 3 000 m steeple masculin | Abandon          | Abandon     | Non disputé   | Non disputé | Éliminé         | Éliminé  |
| Sebastián Martos                                   | 3 000 m steeple masculin | 8 min 23 s 7     | 8e          | Non disputé   | Non disputé | Éliminé         | Éliminé  |
| Javier Guerra                                      | Marathon masculin        | Non disputé      | Non disputé | Non disputé   | Non disputé | 2 h 16 min 42 s | 33e      |
| Ayad Lamdassem                                     | Marathon masculin        | Non disputé      | Non disputé | Non disputé   | Non disputé | 2 h 10 min 16 s | 5e       |
| Daniel Mateo                                       | Marathon masculin        | Non disputé      | Non disputé | Non disputé   | Non disputé | 2 h 15 min 21 s | 21e      |
| Diego García                                       | 20 km marche masculin    | Non disputé      | Non disputé | Non disputé   | Non disputé | 1 h 21 min 57 s | 6e       |
| Miguel Ángel López                                 | 20 km marche masculin    | Non disputé      | Non disputé | Non disputé   | Non disputé | 1 h 27 min 12 s | 31e      |
| Álvaro Martín                                      | 20 km marche masculin    | Non disputé      | Non disputé | Non disputé   | Non disputé | 1 h 21 min 46 s | 4e       |
| Luis Manuel Corchete                               | 50 km marche             | Non disputé      | Non disputé | Non disputé   | Non disputé | Abandon         | Abandon  |
| Jesús Ángel García                                 | 50 km marche             | Non disputé      | Non disputé | Non disputé   | Non disputé | 4 h 10 min 3 s  | 35e      |
| Marc Tur                                           | 50 km marche             | Non disputé      | Non disputé | Non disputé   | Non disputé | 3 h 51 min 8 s  | 4e       |
| María Isabel Pérez                                 | 100 m féminin            | 11 s 51          | 5e          | Éliminée      | Éliminée    | Éliminée        | Éliminée |
| Jaël Bestué                                        | 200 m féminin            | 23 s 19          | 4e          | Éliminée      | Éliminée    | Éliminée        | Éliminée |
| Aauri Bokesa                                       | 400 m féminin            | 51 s 89          | 4e          | 51 s 57       | 8e          | Éliminée        | Éliminée |
| Natalia Romero                                     | 800 m féminin            | 2 min 1 s 16     | 6e          | 2 min 1 s 52  | 8e          | Éliminée        | Éliminée |
| Esther Guerrero                                    | 1 500 m féminin          | 4 min 7 s 8      | 8e          | Éliminée      | Éliminée    | Éliminée        | Éliminée |
| Marta Pérez                                        | 1 500 m féminin          | 4 min 4 s 76     | 7e          | 4 min 1 s 69  | 5e          | 4 min 0 s 12    | 9e       |
| Lucía Rodríguez                                    | 5 000 m féminin          | 15 min 26 s 19   | 16e         | Non disputé   | Non disputé | Éliminée        | Éliminée |
| Teresa Errandonea                                  | 100 m haies              | 13 s 15          | 6e          | Éliminée      | Éliminée    | Éliminée        | Éliminée |
| Carolina Robles                                    | 3 000 m steeple féminin  | 9 min 45 s 37    | 13e         | Non disputé   | Non disputé | 9 min 50 s 96   | 14e      |
| Marta Galimany                                     | Marathon féminin         | Non disputé      | Non disputé | Non disputé   | Non disputé | 2 h 35 min 39 s | 37e      |
| Elena Loyo                                         | Marathon féminin         | Non disputé      | Non disputé | Non disputé   | Non disputé | 2 h 34 min 38 s | 29e      |
| Laura Méndez Esquer                                | Marathon féminin         | Non disputé      | Non disputé | Non disputé   | Non disputé | Abandon         | Abandon  |
| Laura García-Caro                                  | 20 km marche féminin     | Non disputé      | Non disputé | Non disputé   | Non disputé | 1 h 37 min 48 s | 34e      |
| Raquel González                                    | 20 km marche féminin     | Non disputé      | Non disputé | Non disputé   | Non disputé | 1 h 31 min 57 s | 14e      |
| María Pérez                                        | 20 km marche féminin     | Non disputé      | Non disputé | Non disputé   | Non disputé | 1 h 30 min 5 s  | 4e       |
| Laura Bueno Bernat Erta Aauri Bokesa Samuel García | Relais 4 × 400 m mixte   | 3 min 13 s 29 NR | 6e          | Non disputé   | Non disputé | Éliminés        | Éliminés |

| Athlète              | Épreuve                    | Qualification | Qualification | Finale      | Finale                              |
| Athlète              | Épreuve                    | Performance   | Rang          | Performance | Rang                                |
| -------------------- | -------------------------- | ------------- | ------------- | ----------- | ----------------------------------- |
| Eusebio Cáceres      | Saut en longueur masculin  | 7,98 m        | 7e            | 8,18 m      | 4e                                  |
| Pablo Torrijos       | Triple saut masculin       | 15,87 m       | 25e           | Éliminé     | Éliminé                             |
| Lois Maikel Martínez | Lancer du disque masculin  | 54,69 m       | 30e           | Éliminé     | Éliminé                             |
| Javier Cienfuegos    | Lancer du marteau masculin | 76,91 m       | 7e            | 76,30 m     | 10e                                 |
| Odei Jainaga         | Lancer du javelot masculin | 73,11 m       | 29e           | Éliminé     | Éliminé                             |
| Fátima Diame         | Saut en longueur féminin   | 6,33 m        | 22e           | Éliminée    | Éliminée                            |
| Ana Peleteiro        | Triple saut féminin        | 14,62 m       | 2e            | 14,87 m     | Médaille de bronze, Jeux olympiques |
| María Belén Toimil   | Lancer du poids féminin    | 17,38 m       | 22e           | Éliminée    | Éliminée                            |
| Laura Redondo        | Lancer du marteau féminin  | 62,42 m       | 29e           | Éliminée    | Éliminée                            |

| Athlète       | Épreuve  | 100 H   | SH     | LP      | 200 m   | SL     | LJ      | 800 m         | Total | Rang |
| ------------- | -------- | ------- | ------ | ------- | ------- | ------ | ------- | ------------- | ----- | ---- |
| María Vicente | Résultat | 13 s 54 | 1,77 m | 12,70 m | 23 s 50 | 6,18 m | 37,04 m | 2 min 16 s 99 | 6 117 | 18e  |
| María Vicente | Points   | 1 059   | 941    | 707     | 1 029   | 905    | 611     | 865           | 6 117 | 18e  |

| Athlète     | Épreuve  | 100 m   | SL     | LP      | SH     | 400 m  | 110 H   | LD      | SP     | LJ      | 1 500 m       | Total | Rang |
| ----------- | -------- | ------- | ------ | ------- | ------ | ------ | ------- | ------- | ------ | ------- | ------------- | ----- | ---- |
| Jorge Ureña | Résultat | 10 s 66 | 7,30 m | 13,97 m | 2,05 m | 48 s 0 | 14 s 13 | 43,70 m | 4,90 m | 55,82 m | 4 min 27 s 82 | 8 322 | 9e   |
| Jorge Ureña | Points   | 938     | 886    | 727     | 850    | 909    | 958     | 740     | 880    | 675     | 759           | 8 322 | 9e   |

### Aviron
| Athlète                              | Compétition                          | Série         | Série | Repêchages     | Repêchages     | Demi-finale                   | Demi-finale | Finale                 | Finale |
| Athlète                              | Compétition                          | Temps         | Rang  | Temps          | Rang           | Temps                         | Rang        | Temps                  | Rang   |
| ------------------------------------ | ------------------------------------ | ------------- | ----- | -------------- | -------------- | ----------------------------- | ----------- | ---------------------- | ------ |
| Jaime Canalejo Javier García Ordóñez | Deux sans barreur masculin           | 6 min 53 s 33 | 4e    | 6 min 47 s 6   | 1er            | Demi-finale A/B 6 min 16 s 25 | 3e          | Finale A 6 min 25 s 25 | 6e     |
| Manel Balastegui Caetano Horta       | Deux de couple poids légers masculin | 6 min 38 s 72 | 4e    | 6 min 45 s 71  | 2e             | Demi-finale A/B 6 min 15 s 49 | 5e          | Finale B 6 min 15 s 45 | 7e     |
| Aina Cid Virginia Díaz               | Deux sans barreur féminin            | 7 min 23 s 14 | 3e    | Non concernées | Non concernées | Demi-finale A/B 6 min 50 s 63 | 3e          | Finale A 7 min 0 s 5   | 6e     |

### Badminton
| Athlète         | Compétition   | Phase de groupes          | Phase de groupes              | Phase de groupes | 1/8e de finale   | Quarts de finale | Demi-finales     | Finale           | Finale   |
| Athlète         | Compétition   | Adversaire Score          | Adversaire Score              | Rang             | Adversaire Score | Adversaire Score | Adversaire Score | Adversaire Score | Rang     |
| --------------- | ------------- | ------------------------- | ----------------------------- | ---------------- | ---------------- | ---------------- | ---------------- | ---------------- | -------- |
| Pablo Abián     | Simple hommes | Must Victoire 21-7, 21-11 | Chen Défaite 11-21, 10-21     | 2e du gr. N      | Éliminé          | Éliminé          | Éliminé          | Éliminé          | Éliminé  |
| Clara Azurmendi | Simple dames  | An Défaite 13-21, 8-21    | Adesokan Victoire 21-10, 21-2 | 2e du gr. C      | Éliminée         | Éliminée         | Éliminée         | Éliminée         | Éliminée |

### Basket-ball
| Épreuve          | Phase de groupe             | Phase de groupe          | Phase de groupe        | Phase de groupe | Quart de finale          | Demi-finale      | Finale / MB      | Rang      |
| Épreuve          | Adversaire Score            | Adversaire Score         | Adversaire Score       | Rang            | Adversaire Score         | Adversaire Score | Adversaire Score | Rang      |
| ---------------- | --------------------------- | ------------------------ | ---------------------- | --------------- | ------------------------ | ---------------- | ---------------- | --------- |
| Tournoi masculin | Japon Victoire 88-77        | Argentine Victoire 81-71 | Slovénie Défaite 87-95 | 2e              | États-Unis Défaite 81-95 | Éliminés         | Éliminés         | Éliminés  |
| Tournoi féminin  | Corée du Sud Victoire 73-69 | Serbie Victoire 85-70    | Canada Victoire 76-66  | 1re             | France Défaite 64-67     | Éliminées        | Éliminées        | Éliminées |

### Beach-volley
| Athlètes                         | Compétition      | Tour préliminaire                               | Tour préliminaire                    | Tour préliminaire                       | Tour préliminaire | Repêchage                                   | 1/8e de finale                                  | Quarts de finale | Demi-finale      | Finale / 3e place | Rang      |
| Athlètes                         | Compétition      | Adversaire Score                                | Adversaire Score                     | Adversaire Score                        | Rang              | Adversaire Score                            | Adversaire Score                                | Adversaire Score | Adversaire Score | Adversaire Score  | Rang      |
| -------------------------------- | ---------------- | ----------------------------------------------- | ------------------------------------ | --------------------------------------- | ----------------- | ------------------------------------------- | ----------------------------------------------- | ---------------- | ---------------- | ----------------- | --------- |
| Adrián Gavira Pablo Herrera      | Tournoi masculin | Leshukov / Semenov Défaite 19-21, 20-22         | Mol / Sørum Défaite 17-21, 22-24     | McHugh / Schumann Victoire 21-16, 21-16 | 3e                | Kantor / Łosiak Victoire 31-29, 19-21, 15-7 | Krasilnikov / Stoyanovskiy Défaite 20-22, 17-21 | Éliminés         | Éliminés         | Éliminés          | Éliminés  |
| Elsa Baquerizo Liliana Fernández | Tournoi féminin  | Keizer / Meppelink Victoire 19-21, 21-18, 16-14 | Klineman / Ross Défaite 13-21, 16-21 | Wang / Xue Défaite 13-21, 10-21         | 3e                | Ishii / Murakami Victoire 21-15, 21-10      | Pavan / Humana-Paredes Défaite 13-21, 13-21     | Éliminées        | Éliminées        | Éliminées         | Éliminées |

### Boxe
| Athlète             | Catégorie                 | 1/16e de finale      | 1/8e de finale        | Quart de finale        | Demi-finale         | Finale              | Rang    |
| Athlète             | Catégorie                 | Adversaire Résultat  | Adversaire Résultat   | Adversaire Résultat    | Adversaire Résultat | Adversaire Résultat | Rang    |
| ------------------- | ------------------------- | -------------------- | --------------------- | ---------------------- | ------------------- | ------------------- | ------- |
| Gabriel Escobar     | Mouches hommes (-52 kg)   | Quiroga Victoire 5-0 | Asenov Victoire 4-1   | Bibossinov Défaite 2-3 | Éliminé             | Éliminé             | Éliminé |
| José Quiles         | Plumes hommes (-57 kg)    | Walker Défaite 0-5   | Éliminé               | Éliminé                | Éliminé             | Éliminé             | Éliminé |
| Gazimagomed Jalidov | Mi-lourds hommes (-81 kg) | Exempté              | Aokuso Victoire 3-2   | Khataev Défaite par KO | Éliminé             | Éliminé             | Éliminé |
| Emmanuel Reyes      | Lourds hommes (-91 kg)    | Exempté              | Levit Victoire par KO | de la Cruz Défaite 1-4 | Éliminé             | Éliminé             | Éliminé |

### Canoë-kayak
| Athlète                                                   | Compétition       | Série          | Série | Quarts de finale | Quarts de finale | Demi-finale    | Demi-finale | Finale Finale B Finale C | Finale Finale B Finale C           |
| Athlète                                                   | Compétition       | Temps          | Rang  | Temps            | Rang             | Temps          | Rang        | Temps                    | Rang                               |
| --------------------------------------------------------- | ----------------- | -------------- | ----- | ---------------- | ---------------- | -------------- | ----------- | ------------------------ | ---------------------------------- |
| Cayetano García                                           | C1 1 000 m hommes | 4 min 34 s 418 | 4e    | 4 min 31 s 929   | 5e               | Éliminé        | Éliminé     | Éliminé                  | Éliminé                            |
| Pablo Martínez                                            | C1 1 000 m hommes | 4 min 21 s 729 | 5e    | 4 min 9 s 102    | 3e               | Éliminé        | Éliminé     | Éliminé                  | Éliminé                            |
| Cayetano García Pablo Martínez                            | C2 1 000 m hommes | 3 min 44 s 947 | 2e    | Exemptés         | Exemptés         | 3 min 28 s 594 | 4e          | 3 min 41 s 572           | 8e                                 |
| Carlos Arévalo                                            | K1 200 m hommes   | 34 s 452       | 2e    | Exempté          | Exempté          | 35 s 207       | 3e          | 35 s 391                 | 5e                                 |
| Saúl Craviotto                                            | K1 200 m hommes   | 35 s 002       | 2e    | Exempté          | Exempté          | 35 s 934       | 4e          | 35 s 568                 | 7e                                 |
| Francisco Cubelos Íñigo Peña                              | K2 1 000 m hommes | 3 min 10 s 138 | 1er   | Exemptés         | Exemptés         | 3 min 19 s 133 | 4e          | 3 min 17 s 267           | 6e                                 |
| Carlos Arévalo Saúl Craviotto Rodrigo Germade Marcus Walz | K1 200 m hommes   | 1 min 21 s 658 | 1er   | Non disputé      | Non disputé      | 1 min 24 s 355 | 1er         | 1 min 22 s 445           | Médaille d'argent, Jeux olympiques |
| Antía Jácome                                              | C1 200 m femmes   | 46 s 691       | 3e    | 45 s 668         | 1re              | 47 s 414       | 4e          | 47 s 226                 | 5e                                 |
| Teresa Portela                                            | K1 200 m femmes   | 40 s 812       | 1re   | Exemptée         | Exemptée         | 38 s 858       | 4e          | 38 s 883                 | Médaille d'argent, Jeux olympiques |
| Isabel Contreras                                          | K1 500 m femmes   | 1 min 49 s 256 | 4e    | 1 min 51 s 235   | 1re              | 1 min 54 s 535 | 6e          | Finale C 1 min 55 s 728  | 19e                                |

| Athlète           | Compétition  | Série    | Série | Série    | Série | Série    | Série | Demi-finale | Demi-finale | Finale   | Finale                             |
| Athlète           | Compétition  | Run 1    | Rang  | Run 2    | Rang  | Meilleur | Rang  | Temps       | Rang        | Temps    | Rang                               |
| ----------------- | ------------ | -------- | ----- | -------- | ----- | -------- | ----- | ----------- | ----------- | -------- | ---------------------------------- |
| Ander Elosegi     | C-1 masculin | 103 s 78 | 8e    | 101 s 51 | 4e    | 101 s 51 | 7e    | 103 s 15    | 3e          | 106 s 59 | 8e                                 |
| David Llorente    | K-1 masculin | 147 s 62 | 22e   | 95 s 83  | 14e   | 95 s 83  | 18e   | 98 s 26     | 8e          | 150 s 08 | 10e                                |
| Núria Vilarrubla  | C-1 féminin  | 118 s 03 | 9e    | 121 s 0  | 15e   | 118 s 03 | 13e   | 119 s 99    | 8e          | 127 s 33 | 8e                                 |
| Maialen Chourraut | K-1 féminin  | 108 s 25 | 6e    | 105 s 13 | 5e    | 105 s 13 | 5e    | 107 s 92    | 7e          | 106 s 63 | Médaille d'argent, Jeux olympiques |

### Cyclisme

#### Sur piste
| Athlète       | Compétition   | Scratch | Scratch | Course tempo | Course tempo | Élimination | Élimination | Course aux points | Course aux points | Total | Rang |
| Athlète       | Compétition   | Rang    | Points  | Rang         | Points       | Rang        | Points      | Rang              | Points            | Total | Rang |
| ------------- | ------------- | ------- | ------- | ------------ | ------------ | ----------- | ----------- | ----------------- | ----------------- | ----- | ---- |
| Albert Torres | Omnium hommes | 15e     | 12      | 10e          | 22           | 7e          | 28          | 11e               | 22                | 84    | 10e  |

| Athlète                      | Épreuve | Points | Tours | Classement |
| ---------------------------- | ------- | ------ | ----- | ---------- |
| Sebastián Mora Albert Torres | Hommes  | 14     | 0     | 6e         |

#### Sur route
| Athlète            | Compétition      | Temps           | Rang    |
| ------------------ | ---------------- | --------------- | ------- |
| Ion Izagirre       | Contre-la-montre | Abandon         | Abandon |
| Ion Izagirre       | Course en ligne  | 6 h 21 min 46 s | 79e     |
| Omar Fraile        | Course en ligne  | Abandon         | Abandon |
| Jesús Herrada      | Course en ligne  | 6 h 16 min 53 s | 62e     |
| Gorka Izagirre     | Course en ligne  | 6 h 11 min 46 s | 23e     |
| Alejandro Valverde | Course en ligne  | 6 h 15 min 38 s | 42e     |

| Athlète         | Compétition      | Temps           | Rang |
| --------------- | ---------------- | --------------- | ---- |
| Mavi García     | Contre-la-montre | 34 min 39 s 96  | 23e  |
| Mavi García     | Course en ligne  | 3 h 54 min 31 s | 12e  |
| Ane Santesteban | Course en ligne  | 3 h 56 min 4 s  | 28e  |

#### VTT
| Athlète       | Compétition | Temps           | Rang                                |
| ------------- | ----------- | --------------- | ----------------------------------- |
| Jofre Cullell | Hommes      | 1 h 28 min 16 s | 15e                                 |
| David Valero  | Hommes      | 1 h 25 min 48 s | Médaille de bronze, Jeux olympiques |
| Rocío García  | Femmes      | 1 h 26 min 32 s | 26e                                 |

### Équitation
| Athlète                                                     | Cheval         | Compétition | Grand Prix | Grand Prix | Grand prix spécial | Grand prix spécial | Grand prix libre | Grand prix libre | Total   | Total   |
| Athlète                                                     | Cheval         | Compétition | Score      | Rang       | Score              | Rang               | Technique        | Artistique       | Score   | Rang    |
| ----------------------------------------------------------- | -------------- | ----------- | ---------- | ---------- | ------------------ | ------------------ | ---------------- | ---------------- | ------- | ------- |
| Beatriz Ferrer Salat                                        | Elegance       | Individuel  | 72,096     | 18e        | Non disputé        | Non disputé        | 72,607           | 82,457           | 77,532  | 17e     |
| José Antonio García Mena                                    | Divina Royal   | Individuel  | 69,146     | 32e        | Non disputé        | Non disputé        | Éliminé          | Éliminé          | Éliminé | Éliminé |
| Severo Jurado                                               | Fendi T        | Individuel  | 68,370     | 38e        | Non disputé        | Non disputé        | Éliminé          | Éliminé          | Éliminé | Éliminé |
| Beatriz Ferrer Salat José Antonio García Mena Severo Jurado | voir ci-dessus | Par équipes | 6 749,5    | 8e         | 7 198,5            | 5e                 | Non disputé      | Non disputé      | 7 198,5 | 7e      |

| Athlète          | Cheval            | Compétition | Dressage  | Dressage | Cross-country | Cross-country | Cross-country | Saut d'obstacles | Saut d'obstacles | Saut d'obstacles | Saut d'obstacles | Saut d'obstacles | Saut d'obstacles | Total     | Total |
| Athlète          | Cheval            | Compétition | Dressage  | Dressage | Cross-country | Cross-country | Cross-country | Qualification    | Qualification    | Qualification    | Finale           | Finale           | Finale           | Total     | Total |
| Athlète          | Cheval            | Compétition | Pénalités | Rang     | Pénalités     | Total         | Rang          | Pénalités        | Total            | Rang             | Pénalités        | Total            | Rang             | Pénalités | Rang  |
| ---------------- | ----------------- | ----------- | --------- | -------- | ------------- | ------------- | ------------- | ---------------- | ---------------- | ---------------- | ---------------- | ---------------- | ---------------- | --------- | ----- |
| Francisco Gaviño | Source de la Faye | Individuel  | 47,70     | 62e      | 75,60         | 123,30        | 51e           | 12,00            | 135,30           | 44e              | Non qualifié     | Non qualifié     | Non qualifié     | 135,30    | 44e   |

| Athlète               | Cheval | Compétition | Qualification | Qualification | Qualification | Qualification | Qualification | Finale    | Finale    | Finale    | Finale  | Finale  |
| Athlète               | Cheval | Compétition | Pénalités     | Pénalités     | Pénalités     | Temps         | Rang          | Pénalités | Pénalités | Pénalités | Temps   | Rang    |
| Athlète               | Cheval | Compétition | Saut          | Temps         | Total         | Temps         | Rang          | Saut      | Temps     | Total     | Temps   | Rang    |
| --------------------- | ------ | ----------- | ------------- | ------------- | ------------- | ------------- | ------------- | --------- | --------- | --------- | ------- | ------- |
| Eduardo Álvarez Aznar | Legend | Individuel  | 4,00          | 0,00          | 4,00          | 83,49         | 31e           | Éliminé   | Éliminé   | Éliminé   | Éliminé | Éliminé |

### Escalade
| Athlète             | Compétition    | Qualifications | Qualifications | Qualifications | Qualifications | Qualifications | Qualifications | Qualifications | Qualifications | Qualifications | Finale  | Finale  | Finale   | Finale | Finale     | Finale     | Finale     | Finale | Finale                         |
| Athlète             | Compétition    | Vitesse        | Vitesse        | Bloc           | Bloc           | Difficulté     | Difficulté     | Difficulté     | Total          | Rang           | Vitesse | Vitesse | Bloc     | Bloc   | Difficulté | Difficulté | Difficulté | Total  | Rang                           |
| Athlète             | Compétition    | MT             | Rang           | Résultat       | Rang           | PA             | Temps          | Rang           | Total          | Rang           | MT      | Rang    | Résultat | Rang   | PA         | Temps      | Rang       | Total  | Rang                           |
| ------------------- | -------------- | -------------- | -------------- | -------------- | -------------- | -------------- | -------------- | -------------- | -------------- | -------------- | ------- | ------- | -------- | ------ | ---------- | ---------- | ---------- | ------ | ------------------------------ |
| Alberto Ginés López | Combiné hommes | 6 s 32         | 7e             | 1T1z 12 4      | 14e            | 41+            | -              | 3e             | 294,00         | 6e             | 6 s 42  | 1er     | 0T3z 0 9 | 7e     | 38+        | -          | 4e         | 28     | Médaille d'or, Jeux olympiques |

### Escrime
| Athlète         | Compétition        | 1/32e de finale  | 1/16e de finale           | 1/8e de finale   | Quarts de finale | Demi-finale Classement 5-8 | Finale 3e place Classement 5e, 7e places | Rang    |
| Athlète         | Compétition        | Adversaire Score | Adversaire Score          | Adversaire Score | Adversaire Score | Adversaire Score           | Adversaire Score                         | Rang    |
| --------------- | ------------------ | ---------------- | ------------------------- | ---------------- | ---------------- | -------------------------- | ---------------------------------------- | ------- |
| Carlos Llavador | Fleuret individuel | Exempté          | Choupenitch Défaite 11-15 | Éliminé          | Éliminé          | Éliminé                    | Éliminé                                  | Éliminé |

### Football
| Compétition      | Phase de groupe  | Phase de groupe        | Phase de groupe   | Phase de groupe | Quart de finale            | Demi-finale        | Finale / MB              | Finale / MB                        |
| Compétition      | Adversaire Score | Adversaire Score       | Adversaire Score  | Rang            | Adversaire Score           | Adversaire Score   | Adversaire Score         | Rang                               |
| ---------------- | ---------------- | ---------------------- | ----------------- | --------------- | -------------------------- | ------------------ | ------------------------ | ---------------------------------- |
| Tournoi masculin | Égypte Nul 0-0   | Australie Victoire 1-0 | Argentine Nul 1-1 | 1er             | Côte d'Ivoire Victoire 5-2 | Japon Victoire 1-0 | Brésil Défaite 1-2 a. p. | Médaille d'argent, Jeux olympiques |

### Golf
| Athlète         | Compétition       | Scores | Scores | Scores | Scores | Total    | Rang |
| Athlète         | Compétition       | Jour 1 | Jour 2 | Jour 3 | Jour 4 | Total    | Rang |
| --------------- | ----------------- | ------ | ------ | ------ | ------ | -------- | ---- |
| Adri Arnaus     | Épreuve masculine | 68     | 69     | 74     | 67     | 278 (-6) | 38e  |
| Jorge Campillo  | Épreuve masculine | 70     | 75     | 69     | 75     | 289 (+5) | 59e  |
| Carlota Ciganda | Épreuve féminine  | 68     | 73     | 70     | 69     | 280 (-4) | 29e  |
| Azahara Muñoz   | Épreuve féminine  | 69     | 76     | 73     | 72     | 290 (+6) | 50e  |

### Gymnastique artistique
| Athlète        | Qualifications | Qualifications | Qualifications | Qualifications | Qualifications    | Qualifications | Qualifications | Qualifications | Finale   | Finale         | Finale   | Finale   | Finale            | Finale     | Finale   | Finale   |
| Athlète        | Appareil       | Appareil       | Appareil       | Appareil       | Appareil          | Appareil       | Total          | Rang           | Appareil | Appareil       | Appareil | Appareil | Appareil          | Appareil   | Total    | Rang     |
| Athlète        | Sol            | Cheval d'arçon | Anneaux        | Saut           | Barres parallèles | Barre fixe     | Total          | Rang           | Sol      | Cheval d'arçon | Anneaux  | Saut     | Barres parallèles | Barre fixe | Total    | Rang     |
| -------------- | -------------- | -------------- | -------------- | -------------- | ----------------- | -------------- | -------------- | -------------- | -------- | -------------- | -------- | -------- | ----------------- | ---------- | -------- | -------- |
| Néstor Abad    | 13,666         | 11,466         | 11,966         | 13,000         | 14,800            | 13,133         | 78,031         | 53e            | Éliminés | Éliminés       | Éliminés | Éliminés | Éliminés          | Éliminés   | Éliminés | Éliminés |
| Thierno Diallo | 12,233         | 12,900         | 13,000         | 12,833         | 14,000            | 11,100         | 76,066         | 56e            | Éliminés | Éliminés       | Éliminés | Éliminés | Éliminés          | Éliminés   | Éliminés | Éliminés |
| Nicolau Mir    | 13,533         | 12,600         | 12,400         | 13,866         | 14,033            | 13,233         | 79,665         | 48e            | Éliminés | Éliminés       | Éliminés | Éliminés | Éliminés          | Éliminés   | Éliminés | Éliminés |
| Joel Plata     | 13,500         | 13,433         | 13,300         | 13,966         | 14,633            | 12,466         | 81,298         | 37e            | Éliminés | Éliminés       | Éliminés | Éliminés | Éliminés          | Éliminés   | Éliminés | Éliminés |
| Total          | 40,699         | 38,933         | 38,700         | 40,932         | 43,466            | 38,832         | 241,462        | 12e            | Éliminés | Éliminés       | Éliminés | Éliminés | Éliminés          | Éliminés   | Éliminés | Éliminés |

| Athlète          | Compétition | Qualifications | Qualifications | Qualifications | Qualifications | Qualifications    | Qualifications | Qualifications | Qualifications | Finale   | Finale         | Finale   | Finale   | Finale            | Finale     | Finale | Finale                             |
| Athlète          | Compétition | Appareil       | Appareil       | Appareil       | Appareil       | Appareil          | Appareil       | Total          | Rang           | Appareil | Appareil       | Appareil | Appareil | Appareil          | Appareil   | Total  | Rang                               |
| Athlète          | Compétition | Sol            | Cheval d'arçon | Anneaux        | Saut           | Barres parallèles | Barre fixe     | Total          | Rang           | Sol      | Cheval d'arçon | Anneaux  | Saut     | Barres parallèles | Barre fixe | Total  | Rang                               |
| ---------------- | ----------- | -------------- | -------------- | -------------- | -------------- | ----------------- | -------------- | -------------- | -------------- | -------- | -------------- | -------- | -------- | ----------------- | ---------- | ------ | ---------------------------------- |
| Rayderley Zapata | Sol         | 15,041         | -              | -              | -              | -                 | -              | 15,041         | 4e             | 14,933   | -              | -        | -        | -                 | -          | 14,933 | Médaille d'argent, Jeux olympiques |

| Athlète         | Qualifications | Qualifications      | Qualifications | Qualifications | Qualifications | Qualifications | Finale    | Finale              | Finale    | Finale    | Finale    | Finale    |
| Athlète         | Appareil       | Appareil            | Appareil       | Appareil       | Total          | Rang           | Appareil  | Appareil            | Appareil  | Appareil  | Total     | Rang      |
| Athlète         | Saut           | Barres asymétriques | Poutre         | Sol            | Total          | Rang           | Saut      | Barres asymétriques | Poutre    | Sol       | Total     | Rang      |
| --------------- | -------------- | ------------------- | -------------- | -------------- | -------------- | -------------- | --------- | ------------------- | --------- | --------- | --------- | --------- |
| Laura Bechdejú  | 13,533         | 12,700              | 12,666         | 12,300         | 51,199         | 53e            | Éliminées | Éliminées           | Éliminées | Éliminées | Éliminées | Éliminées |
| Marina González | 13,233         | 11,033              | 12,366         | 12,866         | 49,498         | 63e            | Éliminées | Éliminées           | Éliminées | Éliminées | Éliminées | Éliminées |
| Alba Petisco    | 13,466         | 12,866              | 11,700         | 12,566         | 50,598         | 57e            | Éliminées | Éliminées           | Éliminées | Éliminées | Éliminées | Éliminées |
| Roxana Popa     | 14,300         | 14,400              | 12,866         | 12,533         | 54,099         | 21e            | Éliminées | Éliminées           | Éliminées | Éliminées | Éliminées | Éliminées |
| Total           | 41,299         | 39,966              | 37,898         | 37,965         | 157,128        | 12e            | Éliminées | Éliminées           | Éliminées | Éliminées | Éliminées | Éliminées |

| Athlète     | Compétition      | Qualifications                 | Qualifications                 | Qualifications                 | Qualifications                 | Qualifications                 | Qualifications                 | Finale   | Finale              | Finale   | Finale   | Finale | Finale |
| Athlète     | Compétition      | Appareil                       | Appareil                       | Appareil                       | Appareil                       | Total                          | Rang                           | Appareil | Appareil            | Appareil | Appareil | Total  | Rang   |
| Athlète     | Compétition      | Saut                           | Barres asymétriques            | Poutre                         | Sol                            | Total                          | Rang                           | Saut     | Barres asymétriques | Poutre   | Sol      | Total  | Rang   |
| ----------- | ---------------- | ------------------------------ | ------------------------------ | ------------------------------ | ------------------------------ | ------------------------------ | ------------------------------ | -------- | ------------------- | -------- | -------- | ------ | ------ |
| Roxana Popa | Concours général | voir les résultats par équipes | voir les résultats par équipes | voir les résultats par équipes | voir les résultats par équipes | voir les résultats par équipes | voir les résultats par équipes | 14,600   | 12,100              | 11,700   | 13,133   | 51,133 | 22e    |

### Haltérophilie
| Athlète        | Compétition           | Arraché  | Arraché | Épaulé-jeté | Épaulé-jeté | Total  | Rang |
| Athlète        | Compétition           | Résultat | Rang    | Résultat    | Rang        | Total  | Rang |
| -------------- | --------------------- | -------- | ------- | ----------- | ----------- | ------ | ---- |
| David Sánchez  | Moins de 73 kg hommes | 149 kg   | 9e      | 177 kg      | 9e          | 323 kg | 10e  |
| Andrés Mata    | Moins de 81 kg hommes | 158 kg   | 9e      | 189 kg      | 8e          | 347 kg | 8e   |
| Marcos Ruiz    | Plus de 109 kg hommes | 180 kg   | 5e      | 215 kg      | 9e          | 395 kg | 8e   |
| Lidia Valentín | Moins de 87 kg femmes | 103 kg   | 9e      | 122 kg      | 11e         | 225 kg | 10e  |

### Handball
| Compétition      | Phase de groupe          | Phase de groupe        | Phase de groupe       | Phase de groupe       | Phase de groupe          | Phase de groupe | Quart de finale      | Demi-finale            | Finale / 3e place     | Finale / 3e place                   |
| Compétition      | Adversaire Score         | Adversaire Score       | Adversaire Score      | Adversaire Score      | Adversaire Score         | Rang            | Adversaire Score     | Adversaire Score       | Adversaire Score      | Rang                                |
| ---------------- | ------------------------ | ---------------------- | --------------------- | --------------------- | ------------------------ | --------------- | -------------------- | ---------------------- | --------------------- | ----------------------------------- |
| Tournoi masculin | Allemagne Victoire 28-27 | Norvège Victoire 28-27 | Brésil Victoire 32-25 | France Défaite 31-36  | Argentine Victoire 36-27 | 2e              | Suède Victoire 34-33 | Danemark Défaite 23-27 | Égypte Victoire 33-31 | Médaille de bronze, Jeux olympiques |
| Tournoi féminin  | Suède Défaite 24-31      | France Victoire 28-25  | Brésil Victoire 27-23 | Hongrie Défaite 25-29 | Russie Défaite 31-34     | 5e              | Éliminées            | Éliminées              | Éliminées             | Éliminées                           |

### Hockey sur gazon
| Compétition      | Phase de groupe       | Phase de groupe              | Phase de groupe               | Phase de groupe    | Phase de groupe    | Phase de groupe | Quart de finale                            | Demi-finale      | Finale / MB      | Finale / MB |
| Compétition      | Adversaire Score      | Adversaire Score             | Adversaire Score              | Adversaire Score   | Adversaire Score   | Rang            | Adversaire Score                           | Adversaire Score | Adversaire Score | Rang        |
| ---------------- | --------------------- | ---------------------------- | ----------------------------- | ------------------ | ------------------ | --------------- | ------------------------------------------ | ---------------- | ---------------- | ----------- |
| Tournoi masculin | Argentine Nul 1-1     | Nouvelle-Zélande Défaite 3-4 | Inde Défaite 0-3              | Japon Victoire 4-1 | Australie Nul 1-1  | 4e              | Belgique Défaite 1-3                       | Éliminés         | Éliminés         | Éliminés    |
| Tournoi féminin  | Australie Défaite 1-3 | Argentine Défaite 0-3        | Nouvelle-Zélande Victoire 2-1 | Chine Victoire 2-0 | Japon Victoire 2-1 | 2e              | Grande-Bretagne Défaite 2-2 (0-2 t. a. b.) | Éliminées        | Éliminées        | Éliminées   |

### Judo
| Athlète                 | Compétition           | 1er tour                 | 2e tour                 | Quart de finale         | Demi-finale         | Repêchage             | Finale / MB         | Rang     |
| Athlète                 | Compétition           | Adversaire Résultat      | Adversaire Résultat     | Adversaire Résultat     | Adversaire Résultat | Adversaire Résultat   | Adversaire Résultat | Rang     |
| ----------------------- | --------------------- | ------------------------ | ----------------------- | ----------------------- | ------------------- | --------------------- | ------------------- | -------- |
| Francisco Garrigós      | Moins de 60 kg hommes | Exempté                  | Mkheidze Défaite 00-01  | Éliminé                 | Éliminé             | Éliminé               | Éliminé             | Éliminé  |
| Alberto Gaitero         | Moins de 66 kg hommes | Zantaraya Défaite 00-10  | Éliminé                 | Éliminé                 | Éliminé             | Éliminé               | Éliminé             | Éliminé  |
| Nikoloz Sherazadishvili | Moins de 90 kg hommes | Gantulgyn Victoire 01-00 | Nyman Victoire 10-00    | Igolnikov Défaite 00-10 | Non qualifié        | Bobonov Défaite 00-01 | Éliminé             | 7e       |
| Julia Figueroa          | Moins de 48 kg femmes | Şentürk Victoire 10-00   | Rishony Défaite 00-10   | Éliminée                | Éliminée            | Éliminée              | Éliminée            | Éliminée |
| Ana Pérez Box           | Moins de 52 kg femmes | Kocher Défaite 00-01     | Éliminée                | Éliminée                | Éliminée            | Éliminée              | Éliminée            | Éliminée |
| Cristina Cabaña         | Moins de 63 kg femmes | Watanabe Victoire 10-00  | Trstenjak Défaite 00-10 | Éliminée                | Éliminée            | Éliminée              | Éliminée            | Éliminée |
| María Bernabéu          | Moins de 70 kg femmes | Taimazova Défaite 00-01  | Éliminée                | Éliminée                | Éliminée            | Éliminée              | Éliminée            | Éliminée |

### Karaté
| Athlète         | Compétition | Tour de qualification | Tour de qualification | Tour de qualification | Tour de qualification | Phase de classement | Phase de classement | Finale / MB                    | Rang                               |
| Athlète         | Compétition | 1er kata              | 2e kata               | Moyenne kata          | Place                 | 3e kata             | Place               | Adversaire Résultat            | Rang                               |
| --------------- | ----------- | --------------------- | --------------------- | --------------------- | --------------------- | ------------------- | ------------------- | ------------------------------ | ---------------------------------- |
| Damián Quintero | Kata hommes | 27,34                 | 27,40                 | 27,37                 | 1er                   | 27,28               | 1er                 | Kiyuna Défaite 27,66 à 28,72   | Médaille d'argent, Jeux olympiques |
| Sandra Sánchez  | Kata femmes | 27,26                 | 27,60                 | 27,43                 | 1re                   | 27,86               | 1re                 | Shimizu Victoire 28,06 à 27,88 | Médaille d'or, Jeux olympiques     |

### Natation
| Athlète                                                  | Épreuve                     | Série          | Série       | Demi-finale   | Demi-finale | Finale            | Finale    |
| Athlète                                                  | Épreuve                     | Temps          | Rang        | Temps         | Rang        | Temps             | Rang      |
| -------------------------------------------------------- | --------------------------- | -------------- | ----------- | ------------- | ----------- | ----------------- | --------- |
| Nicolás García                                           | 200 m dos masculin          | 1 min 57 s 62  | 13e         | 1 min 56 s 35 | 5e          | 1 min 59 s 6      | 8e        |
| Hugo González                                            | 100 m dos masculin          | 53 s 45        | 9e          | 53 s 5        | 7e          | 52 s 78           | 6e        |
| Hugo González                                            | 200 m 4 nages masculin      | 1 min 57 s 61  | 11e         | 1 min 57 s 96 | 11e         | Éliminé           | Éliminé   |
| Joan Lluís Pons                                          | 400 m 4 nages masculin      | 4 min 12 s 67  | 15e         | Non disputé   | Non disputé | Éliminé           | Éliminé   |
| Alberto Martínez                                         | 10 km en eau libre masculin | Non disputé    | Non disputé | Non disputé   | Non disputé | 1 h 53 min 16 s 4 | 18e       |
| Lidón Muñoz                                              | 50 m nage libre féminin     | 25 s 10        | 23e         | Éliminée      | Éliminée    | Éliminée          | Éliminée  |
| Lidón Muñoz                                              | 100 m nage libre féminin    | 54 s 97        | 27e         | Éliminée      | Éliminée    | Éliminée          | Éliminée  |
| Jimena Pérez                                             | 800 m nage libre féminin    | 8 min 33 s 98  | 21e         | Non disputé   | Non disputé | Éliminée          | Éliminée  |
| Jimena Pérez                                             | 1 500 m nage libre féminin  | 16 min 15 s 99 | 18e         | Non disputé   | Non disputé | Éliminée          | Éliminée  |
| Mireia Belmonte                                          | 800 m nage libre féminin    | 8 min 26 s 71  | 14e         | Non disputé   | Non disputé | Éliminée          | Éliminée  |
| Mireia Belmonte                                          | 1 500 m nage libre féminin  | 16 min 11 s 68 | 15e         | Non disputé   | Non disputé | Éliminée          | Éliminée  |
| Mireia Belmonte                                          | 400 m 4 nages féminin       | 4 min 35 s 88  | 4e          | Non disputé   | Non disputé | 4 min 35 s 13     | 4e        |
| Jessica Vall                                             | 100 m brasse féminin        | 1 min 7 s 7    | 18e         | Éliminée      | Éliminée    | Éliminée          | Éliminée  |
| Jessica Vall                                             | 200 m brasse féminin        | 2 min 23 s 31  | 10e         | 2 min 24 s 87 | 13e         | Éliminée          | Éliminée  |
| Marina García                                            | 200 m brasse féminin        | 2 min 26 s 21  | 22e         | Éliminée      | Éliminée    | Éliminée          | Éliminée  |
| África Zamorano                                          | 200 m brasse féminin        | 2 min 10 s 72  | 14e         | 2 min 10 s 42 | 13e         | Éliminée          | Éliminée  |
| África Zamorano                                          | 200 m 4 nages féminin       | 2 min 13 s 81  | 20e         | Éliminée      | Éliminée    | Éliminée          | Éliminée  |
| Mireia Belmonte Lidón Muñoz Jessica Vall África Zamorano | 4 × 100 m 4 nages féminin   | 4 min 4 s 16   | 16e         | Non disputé   | Non disputé | Éliminées         | Éliminées |
| Paula Ruiz                                               | 10 km en eau libre féminin  | Non disputé    | Non disputé | Non disputé   | Non disputé | 2 h 3 min 17 s 6  | 16e       |

### Natation synchronisée
| Athlètes | Compétition | Qualifications      | Qualifications  | Qualifications | Qualifications | Finale          | Finale                    | Finale          |
| Athlètes | Compétition | Programme technique | Programme libre | Total          | Rang           | Programme libre | Programme libre           | Programme libre |
| Athlètes | Compétition | Points              | Points          | Total          | Rang           | Points          | Total (technique + libre) | Rang            |
| --- | ----------- | ------------------- | --------------- | -------------- | -------------- | --------------- | ------------------------- | --------------- |
| Alisa Ozhogina Iris Tió                                                                                       | Duo         | 86,9281             | 88,3000         | 175,2281       | 11e            | 88,6667         | 175,5948                  | 10e             |
| Ona Carbonell Berta Ferreras Meritxell Mas Alisa Ozhogina Paula Ramírez Sara Saldaña Iris Tió Blanca Toledano | Ballet      | 90,3780             | Non disputé     | Non disputé    | 7e             | 91,5333         | 181,9113                  | 7e              |

### Pentathlon moderne
| Athlète       | Compétition           | Escrime (épée, une touche) | Escrime (épée, une touche) | Natation (200 m nage libre) | Natation (200 m nage libre) | Natation (200 m nage libre) | Équitation (saut d'obstacles) | Équitation (saut d'obstacles) | Équitation (saut d'obstacles) | Combiné course/tir (3 200 m / pistolet à 10 m) | Combiné course/tir (3 200 m / pistolet à 10 m) | Combiné course/tir (3 200 m / pistolet à 10 m) | Total | Rang |
| Athlète       | Compétition           | Rang                       | Points                     | Temps                       | Rang                        | Points                      | Pénalités                     | Rang                          | Points                        | Temps                                          | Rang                                           | Points                                         | Total | Rang |
| ------------- | --------------------- | -------------------------- | -------------------------- | --------------------------- | --------------------------- | --------------------------- | ----------------------------- | ----------------------------- | ----------------------------- | ---------------------------------------------- | ---------------------------------------------- | ---------------------------------------------- | ----- | ---- |
| Aleix Heredia | Compétition masculine | 23e                        | 200                        | 2 min 7 s 78                | 33e                         | 295                         | 14,00                         | 15e                           | 286                           | 11 min 34 s 52                                 | 23e                                            | 606                                            | 1 387 | 23e  |

### Plongeon
| Athlète                 | Compétition                | Éliminatoires | Éliminatoires | Demi-finale | Demi-finale | Finale  | Finale  |
| Athlète                 | Compétition                | Points        | Rang          | Points      | Rang        | Points  | Rang    |
| ----------------------- | -------------------------- | ------------- | ------------- | ----------- | ----------- | ------- | ------- |
| Alberto Arévalo         | Tremplin à 3 mètres hommes | 322,85        | 26e           | Éliminé     | Éliminé     | Éliminé | Éliminé |
| Nicolás García Boissier | Tremplin à 3 mètres hommes | 382,6         | 19e           | Éliminé     | Éliminé     | Éliminé | Éliminé |

### Skateboard
| Athlète         | Compétition | Rounds | Rounds | Finale   | Finale   |
| Athlète         | Compétition | Points | Rang   | Points   | Rang     |
| --------------- | ----------- | ------ | ------ | -------- | -------- |
| Danny León      | Hommes      | 73,24  | 9e     | Éliminé  | Éliminé  |
| Jaime Mateu     | Hommes      | 69,18  | 10e    | Éliminé  | Éliminé  |
| Julia Benedetti | Femmes      | 27,76  | 16e    | Éliminée | Éliminée |

| Athlète        | Compétition | Rounds | Rounds | Finale   | Finale   |
| Athlète        | Compétition | Points | Rang   | Points   | Rang     |
| -------------- | ----------- | ------ | ------ | -------- | -------- |
| Andrea Benítez | Femmes      | 5,96   | 15e    | Éliminée | Éliminée |

### Taekwondo
| Athlète        | Compétition           | Huitièmes de finale      | Quarts de finale    | Demi-finale             | Repêchage           | Finale / MB                  | Rang                               |
| Athlète        | Compétition           | Adversaire Résultat      | Adversaire Résultat | Adversaire Résultat     | Adversaire Résultat | Adversaire Résultat          | Rang                               |
| -------------- | --------------------- | ------------------------ | ------------------- | ----------------------- | ------------------- | ---------------------------- | ---------------------------------- |
| Adrián Vicente | Moins de 58 kg hommes | Bragança Victoire 24-9   | Jang Défaite 19-24  | Éliminé                 | Éliminé             | Éliminé                      | Éliminé                            |
| Javier Pérez   | Moins de 68 kg hommes | Wael Défaite 20-22       | Éliminé             | Éliminé                 | Éliminé             | Éliminé                      | Éliminé                            |
| Raúl Martínez  | Moins de 80 kg hommes | Kanaet Défaite 15-21     | Éliminé             | Éliminé                 | Éliminé             | Éliminé                      | Éliminé                            |
| Adriana Cerezo | Moins de 49 kg femmes | Bogdanović Victoire 12-4 | Wu Victoire 33-2    | Yıldırım Victoire 39-19 | -                   | Wongpattanakit Défaite 10-11 | Médaille d'argent, Jeux olympiques |

### Tennis
| Athlète                                         | Épreuve          | 1/32e de finale                    | 1/16e de finale                           | 1/8e de finale                                | Quarts de finale             | Demi-finale                | Finale / MB                      | Rang                                |
| Athlète                                         | Épreuve          | Adversaire Résultat                | Adversaire Résultat                       | Adversaire Résultat                           | Adversaire Résultat          | Adversaire Résultat        | Adversaire Résultat              | Rang                                |
| ----------------------------------------------- | ---------------- | ---------------------------------- | ----------------------------------------- | --------------------------------------------- | ---------------------------- | -------------------------- | -------------------------------- | ----------------------------------- |
| Pablo Andújar                                   | Simple messieurs | Humbert Défaite 6-73, 1-6          | Éliminé                                   | Éliminé                                       | Éliminé                      | Éliminé                    | Éliminé                          | Éliminé                             |
| Roberto Carballés                               | Simple messieurs | Basilashvili Défaite 3-6, 2-6      | Éliminé                                   | Éliminé                                       | Éliminé                      | Éliminé                    | Éliminé                          | Éliminé                             |
| Pablo Carreño Busta                             | Simple messieurs | Sandgren Victoire 7-5, 6-2         | Čilić Victoire 5-7, 6-4, 6-4              | Köpfer Victoire 7-67, 6-3                     | Medvedev Victoire 6-2, 7-65  | Khachanov Défaite 3-6, 3-6 | Djokovic Victoire 6-4, 6-76, 6-3 | Médaille de bronze, Jeux olympiques |
| Alejandro Davidovich Fokina                     | Simple messieurs | Sousa Victoire 6-3, 6-0            | Millman Victoire 6-4, 6-74, 6-3           | Djokovic Défaite 3-6, 1-6                     | Éliminé                      | Éliminé                    | Éliminé                          | Éliminé                             |
| Pablo Andújar Roberto Carballés                 | Double messieurs | Non disputé                        | Musetti / Sonego Défaite 5-7, 4-6         | Éliminés                                      | Éliminés                     | Éliminés                   | Éliminés                         | Éliminés                            |
| Pablo Carreño Busta Alejandro Davidovich Fokina | Double messieurs | Non disputé                        | Cabal / Farah Défaite 2-6, 4-6            | Éliminés                                      | Éliminés                     | Éliminés                   | Éliminés                         | Éliminés                            |
| Paula Badosa                                    | Simple dames     | Mladenovic Victoire 6-74, 6-3, 6-0 | Świątek Victoire 6-3, 7-64                | Podoroska Victoire 6-2, 6-3                   | Vondroušová Défaite 3-6, ab. | Éliminée                   | Éliminée                         | Éliminée                            |
| Garbiñe Muguruza                                | Simple dames     | Kudermetova Victoire 7-5, 7-5      | Wang Victoire 6-3, 6-0                    | Van Uytvanck Victoire 6-4, 6-1                | Rybakina Défaite 5-7, 1-6    | Éliminée                   | Éliminée                         | Éliminée                            |
| Sara Sorribes                                   | Simple dames     | Barty Victoire 6-4, 6-3            | Ferro Victoire 6-1, 6-4                   | Pavlyuchenkova Défaite 1-6, 3-6               | Éliminée                     | Éliminée                   | Éliminée                         | Éliminée                            |
| Carla Suárez Navarro                            | Simple dames     | Jabeur Victoire 6-4, 6-1           | Plíšková Défaite 3-6, 7-60, 1-6           | Éliminée                                      | Éliminée                     | Éliminée                   | Éliminée                         | Éliminée                            |
| Paula Badosa Sara Sorribes                      | Double dames     | Non disputé                        | Olmos / Zarazúa Victoire 6-2, 6-74, 10-7  | Krejčíková / Siniaková Défaite 6-2, 5-7, 5-10 | Éliminées                    | Éliminées                  | Éliminées                        | Éliminées                           |
| Garbiñe Muguruza Carla Suárez Navarro           | Double dames     | Non disputé                        | Mertens / Van Uytvanck Victoire 6-3, 7-64 | Bencic / Golubic Défaite 6-3, 1-6, 9-11       | Éliminées                    | Éliminées                  | Éliminées                        | Éliminées                           |

### Tennis de table
| Athlète(s)    | Compétition      | 1er tour             | 2e tour            | 3e tour             | 4e tour          | Quarts de finale | Demi-finale      | Finale / MB      | Rang     |
| Athlète(s)    | Compétition      | Adversaire Score     | Adversaire Score   | Adversaire Score    | Adversaire Score | Adversaire Score | Adversaire Score | Adversaire Score | Rang     |
| ------------- | ---------------- | -------------------- | ------------------ | ------------------- | ---------------- | ---------------- | ---------------- | ---------------- | -------- |
| Álvaro Robles | Simple messieurs | Alto Victoire 4-1    | Jorgić Défaite 3-4 | Éliminé             | Éliminé          | Éliminé          | Éliminé          | Éliminé          | Éliminé  |
| Galia Dvorak  | Simple dames     | Liu Défaite 1-4      | Éliminée           | Éliminée            | Éliminée         | Éliminée         | Éliminée         | Éliminée         | Éliminée |
| María Xiao    | Simple dames     | Lavrova Victoire 4-0 | Soo Victoire 4-2   | Tianwei Défaite 1-4 | Éliminée         | Éliminée         | Éliminée         | Éliminée         | Éliminée |

### Tir
| Athlète           | Compétition | Qualification | Qualification | Finale  | Finale  |
| Athlète           | Compétition | Points        | Rang          | Points  | Rang    |
| ----------------- | ----------- | ------------- | ------------- | ------- | ------- |
| Alberto Fernández | Trap,       | 122           | 9e            | Éliminé | Éliminé |

| Athlète       | Compétition | Qualification | Qualification | Finale   | Finale   |
| Athlète       | Compétition | Points        | Rang          | Points   | Rang     |
| ------------- | ----------- | ------------- | ------------- | -------- | -------- |
| Fátima Gálvez | Trap,       | 116           | 14e           | Éliminée | Éliminée |

| Athlète                         | Compétition | Qualification | Qualification | Finale / 3e place              | Finale / 3e place              |
| Athlète                         | Compétition | Points        | Rang          | Adversaire Résultat            | Rang                           |
| ------------------------------- | ----------- | ------------- | ------------- | ------------------------------ | ------------------------------ |
| Alberto Fernández Fátima Gálvez | Trap,       | 148 OR        | 1er           | Perilli / Berti Victoire 41-40 | Médaille d'or, Jeux olympiques |

### Tir à l'arc
| Athlète                       | Compétition        | Tour préliminaire | Tour préliminaire | 1er tour             | 2e tour          | 3e tour          | Quarts de finale | Demi-finale      | Finale / 3e place | Rang     |
| Athlète                       | Compétition        | Score             | Rang              | Adversaire Score     | Adversaire Score | Adversaire Score | Adversaire Score | Adversaire Score | Adversaire Score  | Rang     |
| ----------------------------- | ------------------ | ----------------- | ----------------- | -------------------- | ---------------- | ---------------- | ---------------- | ---------------- | ----------------- | -------- |
| Daniel Castro                 | Individuel hommes, | 650               | 44e               | Wei Défaite 2-6      | Éliminé          | Éliminé          | Éliminé          | Éliminé          | Éliminé           | Éliminé  |
| Inés de Velasco               | Individuel femmes, | 628               | 48e               | Kaufhold Défaite 3-7 | Éliminée         | Éliminée         | Éliminée         | Éliminée         | Éliminée          | Éliminée |
| Daniel Castro Inés de Velasco | Par équipe mixte,  | 1 278             | 21e               | Non disputé          | Non disputé      | Éliminés         | Éliminés         | Éliminés         | Éliminés          | Éliminés |

### Triathlon
| Athlète                     | Compétition | Natation (1,5 km) | Transition 1 | Vélo (40 km)   | Transition 2    | Course (10 km)  | Temps           | Résultat        |                 |
| --------------------------- | ----------- | ----------------- | ------------ | -------------- | --------------- | --------------- | --------------- | --------------- | --------------- |
| Fernando Alarza             | Hommes      | 18 min 20 s       | 38 s         | 56 min 9 s     | 33 s            | 30 min 42 s     | 1 h 46 min 22 s | 12e             |                 |
| Francisco Javier Gómez Noya | Hommes      | 18 min 22 s       | 38 s         | 56 min 5 s     | 33 s            | 32 min 8 s      | 1 h 47 min 46 s | 25e             |                 |
| Mario Mola                  | Hommes      | 18 min 21 s       | 38 s         | 56 min 6 s     | 33 s            | 30 min 38 s     | 1 h 46 min 13 s | 10e             |                 |
| Miriam Casillas             | Femmes      | 19 min 46 s       | 42 s         | 1 h 4 min 50 s | 34 s            | 36 min 0 s      | 2 h 1 min 52 s  | 21e             |                 |
| Anna Godoy                  | Femmes      | Femmes            | 20 min 12 s  | 44 s           | Concède un tour | Concède un tour | Concède un tour | Concède un tour | Concède un tour |

| Athlète         | Natation (250 m) | Transition 1 | Vélo (7 km) | Transition 2 | Course (1,5 km) | Temps           | Résultat |
| --------------- | ---------------- | ------------ | ----------- | ------------ | --------------- | --------------- | -------- |
| Fernando Alarza | 4 min 5 s        | 39 s         | 9 min 51 s  | 26 s         | 5 min 32 s      | 20 min 33 s     | -        |
| Mario Mola      | 4 min 5 s        | 36 s         | 9 min 51 s  | 27 s         | 5 min 29 s      | 20 min 28 s     | -        |
| Miriam Casillas | 4 min 33 s       | 38 s         | 10 min 50 s | 31 s         | 6 min 50 s      | 23 min 22 s     | -        |
| Anna Godoy      | 3 min 46 s       | 40 s         | 10 min 38 s | 31 s         | 6 min 33 s      | 22 min 8 s      | -        |
| Total           | -                | -            | -           | -            | -               | 1 h 26 min 31 s | 10e      |

### Voile
| Athlète                        | Compétition         | Régate | Régate | Régate | Régate | Régate | Régate | Régate | Régate | Régate | Régate | Régate      | Régate      | Régate | Total net | Rang final                          |
| Athlète                        | Compétition         | 1      | 2      | 3      | 4      | 5      | 6      | 7      | 8      | 9      | 10     | 11          | 12          | CM     | Total net | Rang final                          |
| ------------------------------ | ------------------- | ------ | ------ | ------ | ------ | ------ | ------ | ------ | ------ | ------ | ------ | ----------- | ----------- | ------ | --------- | ----------------------------------- |
| Nicolás Rodríguez Jordi Xammar | 470 hommes          | 10     | 1      | 10     | 6      | 14     | 1      | 3      | 2      | 5      | 7      | Non disputé | Non disputé | 10     | 55        | Médaille de bronze, Jeux olympiques |
| Joan Cardona                   | Finn hommes         | 3      | 3      | 5      | 3      | 2      | 3      | 13     | 7      | 8      | 5      | Non disputé | Non disputé | 6      | 51        | Médaille de bronze, Jeux olympiques |
| Diego Botín Iago López         | 49er hommes         | 5      | 1      | 2      | 5      | 4      | 10     | 15     | 2      | 5      | 4      | 12          | 6           | 7      | 70        | 4e                                  |
| Joel Rodríguez                 | Laser hommes        | 21     | 4      | 23     | 13     | 9      | 25     | 9      | 10     | 27     | 21     | Non disputé | Non disputé | EL     | 135       | 16e                                 |
| Ángel Granda                   | RS:X hommes         | 2      | 3      | 13     | 14     | 13     | 17     | 15     | 9      | 10     | 18     | 7           | 8           | 10     | 118       | 10e                                 |
| Patricia Cantero Silvia Mas    | 470 femmes          | 11     | 13     | 3      | 6      | 14     | 15     | 8      | 17     | 1      | 10     | Non disputé | Non disputé | EL     | 81        | 11e                                 |
| Paula Barceló Támara Echegoyen | 49er FX femmes      | 2      | 10     | 22     | 2      | 3      | 3      | 13     | 4      | 5      | 19     | 12          | 4           | 12     | 89        | 4e                                  |
| Cristina Pujol                 | Laser Radial femmes | 1      | 23     | 23     | 28     | 24     | 26     | 30     | 33     | 20     | 4      | Non disputé | Non disputé | EL     | 179       | 23e                                 |
| Blanca Manchón                 | RS:X femmes         | 7      | 7      | 12     | 14     | 13     | 16     | 14     | 9      | 14     | 14     | 10          | 10          | EL     | 124       | 11e                                 |
| Florián Trittel Tara Pacheco   | Nacra 17 mixte      | 4      | 6      | 6      | 10     | 6      | 3      | 7      | 1      | 7      | 9      | 13          | 3           | 14     | 76        | 6e                                  |

### Water-polo
| Compétition      | Phase de groupe              | Phase de groupe         | Phase de groupe          | Phase de groupe         | Phase de groupe      | Phase de groupe | Quart de finale          | Demi-finale          | Finale / 3e place       | Finale / 3e place                  |
| Compétition      | Adversaire Score             | Adversaire Score        | Adversaire Score         | Adversaire Score        | Adversaire Score     | Rang            | Adversaire Score         | Adversaire Score     | Adversaire Score        | Rang                               |
| ---------------- | ---------------------------- | ----------------------- | ------------------------ | ----------------------- | -------------------- | --------------- | ------------------------ | -------------------- | ----------------------- | ---------------------------------- |
| Tournoi masculin | Serbie Victoire 13-12        | Monténégro Victoire 8-6 | Kazakhstan Victoire 16-4 | Australie Victoire 16-5 | Croatie Victoire 8-4 | 1er             | États-Unis Victoire 12-8 | Serbie Défaite 9-10  | Hongrie Défaite 5-9     | 4e                                 |
| Tournoi féminin  | Afrique du Sud Victoire 29-4 | Canada Victoire 14-10   | Pays-Bas Défaite 13-14   | Australie Victoire 15-9 | Exempt               | 1re             | Chine Victoire 11-7      | Hongrie Victoire 8-6 | États-Unis Défaite 5-14 | Médaille d'argent, Jeux olympiques |